# Zagrody Łukówieckie
Zagrody Łukówieckie (do 2011 Zagrody Łukowieckie) – wieś w Polsce, położona w województwie lubelskim, w powiecie lubartowskim, w gminie Firlej.
W latach 1975–1998 miejscowość należała administracyjnie do województwa lubelskiego.
1 stycznia 2011 r. zmieniono nazwę miejscowości z Zagrody Łukowieckie na Zagrody Łukówieckie.
Wieś stanowi sołectwo gminy Firlej. Według Narodowego Spisu Powszechnego (III 2011 r.) wieś liczyła 199 mieszkańców.
Wierni Kościoła rzymskokatolickiego należą do parafii Przemienienia Pańskiego w Firleju.